# Fédération Monégasque d’Athlétisme
Fédération Monégasque d’Athlétisme - narodowa federacja lekkoatletyczna Monako. Siedziba znajduje się w Monako na Stade Louis II. Federacją kieruje książę Albert II. Fédération Monégasque d’Athlétisme jest członkiem European Athletics. Federacja jest jednym z organizatorów rokrocznego mityngu lekkoatletycznego Herculis.